# Josh Duhamel
Joshua David „Josh” Duhamel (ur. 14 listopada 1972 w Minot) – amerykański aktor telewizyjny i filmowy, model.

## Życiorys

### Wczesne lata
Urodził się w Minot w stanie Dakota Północna jako syn nauczycielki Bonnie L. Kemper i sprzedawcy Larry’ego Davida Duhamela. Jego ojciec był pochodzenia francusko-kanadyjskiego, niemieckiego, angielskiego, norweskiego i irlandzkiego, a matka miała korzenie niemieckie, angielskie i austriackie. Jego rodzice rozstali się, gdy był mały. Dorastał u boku matki i dwóch sióstr, Ashley i Jennifer.
Zdobył stypendium naukowe w biologii stanu Minot. Uczęszczał do Minot State University, gdzie trenował koszykówkę, futbol amerykański, narciarstwo i grę w golfa. Gdy był w drugiej klasie szkoły średniej myślał o zawodzie dentysty. Zaniechał swoich marzeń, by zostać stomatologiem, ponieważ nie pozwoliły mu na to jego niezbyt dobre stopnie. W rezultacie przeniósł się do Los Angeles w stanie Kalifornia.

### Kariera
Mając 193 cm wzrostu dorabiał jako model pozując do zdjęć dla modnych czasopism. Otrzymał nagrodę IMTA (International Modeling and Talent Association) jako Model Roku 1997. Dwa lata później wystąpił w roli cameo w wideoklipie do przeboju Christiny Aguilery „Genie in a Bottle”. Potem trafił na szklany ekran jako Leonardo „Leo” du Pres, jeden z bohaterów popularnego serialu telewizji ABC Wszystkie moje dzieci (All My Children, 1999-2002), a za rolę odebrał w 2002 roku nagrodę Daytime Emmy. Spodobał się telewidzom w serialu NBC Las Vegas (2003) jako Danny McCoy.
Odrzucił propozycję zagrania roli Dustina „Dusty’ego” Donovana w słynnej operze mydlanej CBS As the World Turns, którą ostatecznie przyjął w roku 2003 Grayson McCouch. Po raz pierwszy pokazał się na dużym ekranie w roku 2004, kiedy to został zaangażowany do roli tytułowej młodzieńca panicznie obawiającego się starości i brzydoty w horrorze Portret Doriana Graya (The Picture of Dorian Gray) w reżyserii młodego debiutanta Davida Rosenbauma, na podstawie powieści Oscara Wilde’a. W 2004 znalazł się na liście pięćdziesięciu najpiękniejszych ludzi świata magazynu „People”. Był na okładkach magazynu „Men’s Health” (w grudniu 2006, w sierpniu 2009), „TV Guide” (w grudniu 2006), „InStyle” (w marcu 2013), „Watch” (w lutym 2015), „Da Man” (w marcu 2015) i „Man About Town” (w czerwcu 2021).
Pojawił się w filmach kinowych: komedii romantycznej Wygraj randkę (Win a Date with Tad Hamilton!, 2004) z Kate Bosworth oraz horrorze Turistas (2006) u boku Melissy George.

### Życie prywatne
W latach 2001–2004 związany był z Kristy Pierce, z którą mieszkał w Los Angeles. W lipcu 2005 związał się z wokalistką Fergie, którą poślubił 10 stycznia 2009. Zamieszkali w Nowym Jorku, mają syna Axla Jacka (ur. 29 sierpnia 2013). W 2017 Duhamel i Fergie ogłosili separację, a rok później rozwód. W 2022 wziął ślub z amerykańską modelką Audrą Mari.

## Filmografia

### Filmy fabularne
- 2004: Wygraj randkę (Win a Date with Tad Hamilton!) jako Tad Hamilton
- 2004: Portret Doriana Graya (The Picture of Dorian Gray) jako Dorian Gray
- 2006: Turistas jako Alex
- 2007: Transformers jako kpt. Will Lennox
- 2009: Transformers: Zemsta upadłych (Transformers: Revenge of the Fallen) jako major Will Lennox
- 2010: Ramona i Beezus (Ramona and Beezus) jako wujek Hobart
- 2010: Och, życie (Life as We Know It) jako Eric Messer
- 2010: Pewnego razu w Rzymie (When in Rome) jako Nick Beamon
- 2010: The Romantics jako Tom McDevon
- 2011: Sylwester w Nowym Jorku (New Year’s Eve) jako Sam
- 2011: Transformers 3 jako major William Lennox
- 2012: Ogień zwalczaj ogniem (Fire with Fire) jako Jeremy Coleman
- 2013: Movie 43 jako Anson
- 2013: Bezpieczna przystań (Safe Haven) jako Alex
- 2014: Nie jesteś sobą (You’re Not You) jako Evan
- 2017: Transformers: Ostatni rycerz jako William Lennox
- 2018: Twój Simon jako Jack Spier

### Seriale TV
- 1999–2002: Wszystkie moje dzieci (All My Children) jako Leonardo „Leo” du Pres
- 2002: Nie ma sprawy (Ed) jako Richard Reed
- 2003: Las Vegas jako Danny McCoy
- 2004–2007: Jordan w akcji (Crossing Jordan) jako Danny McCoy
- 2008: Wymiennicy (The Replacements) – w roli samego siebie
- 2009–2012: Fanboy i Chum Chum jako Oz (głos)
- 2011: Wszystkie moje dzieci (All My Children) jako Leonardo „Leo” du Pres
- 2012: Jake i piraci z Nibylandii (Jake and the Never Land Pirates) jako kapitan Flynn
- 2015: Battle Creek jako agent specjalny FBI Milton Chamberlain
- 2016: 22.11.63 jako Frank Dunning